# Seriola fasciata
 Seriola fasciata és una espècie de peix de la família dels caràngids i de l'ordre dels perciformes.

## Morfologia
Els mascles poden assolir els 67,5 cm de longitud total.

## Distribució geogràfica
Es troba a l'Atlàntic occidental (des de Massachusetts fins al Brasil) i a l'Atlàntic oriental (Madeira).